# Elektroniczna skrzynka podawcza
Elektroniczna skrzynka podawcza – dostępny publicznie środek komunikacji elektronicznej służący do przekazywania dokumentu elektronicznego do podmiotu publicznego przy wykorzystaniu powszechnie dostępnego systemu teleinformatycznego.